# Záhumeník
Rybník Záhumeník o rozloze 2,9 ha se nalézá v polích asi 0,5 km východně od obce Malé Výkleky v okrese Pardubice. Rybník je využíván pro chov ryb.

## Galerie

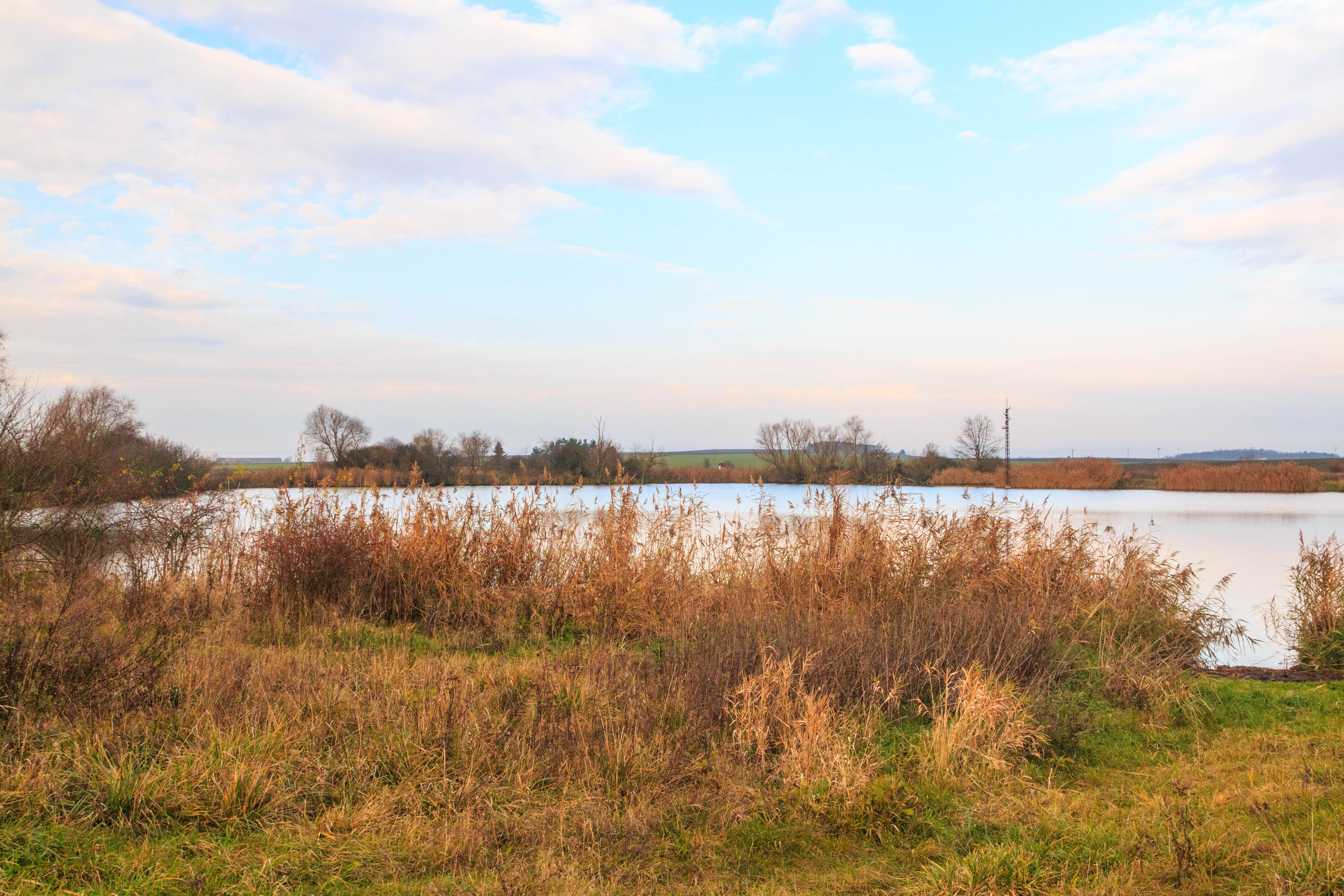
Rybník Záhumeník u Malých Výklek
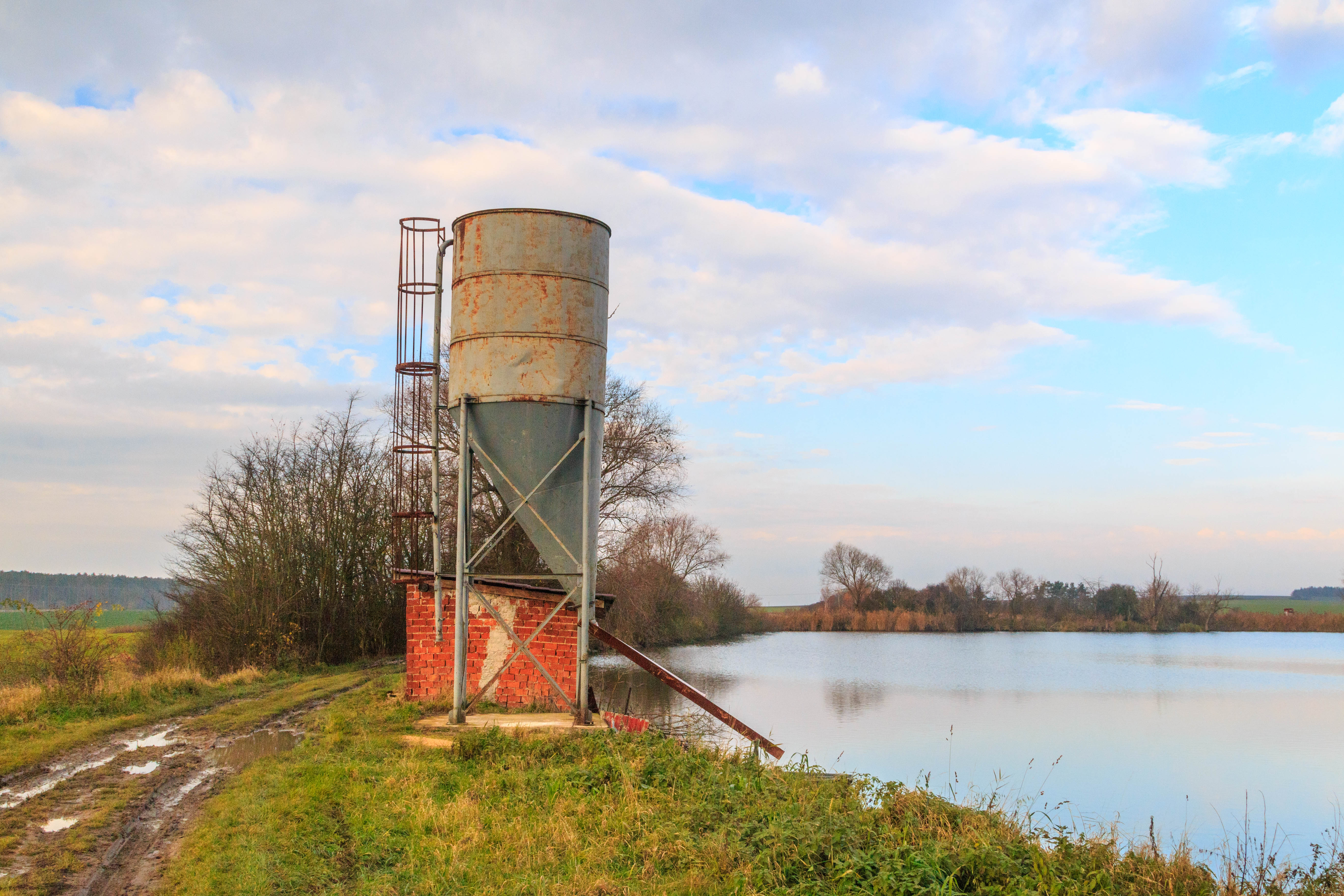
Rybník Záhumeník u Malých Výklek
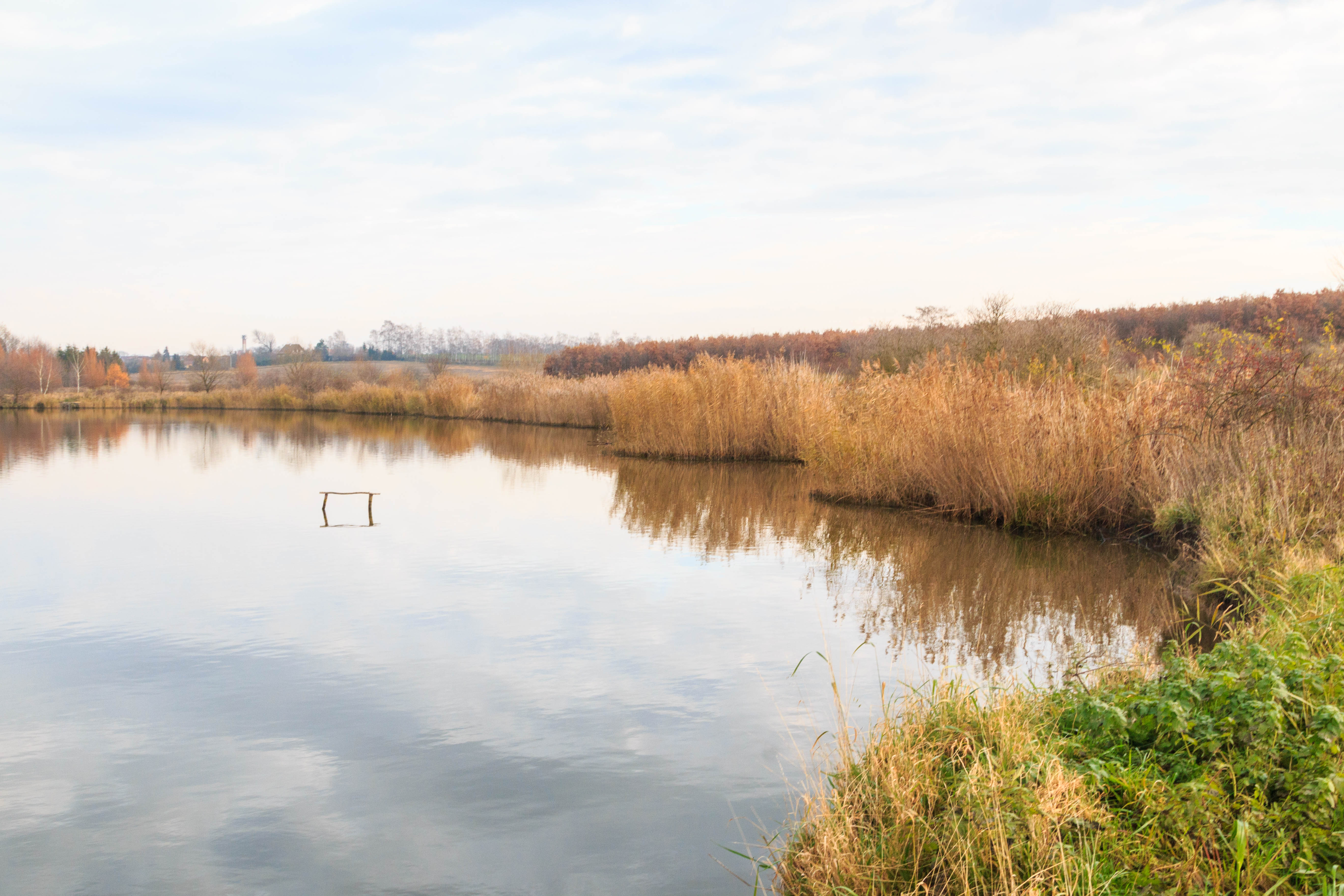
Rybník Záhumeník u Malých Výklek
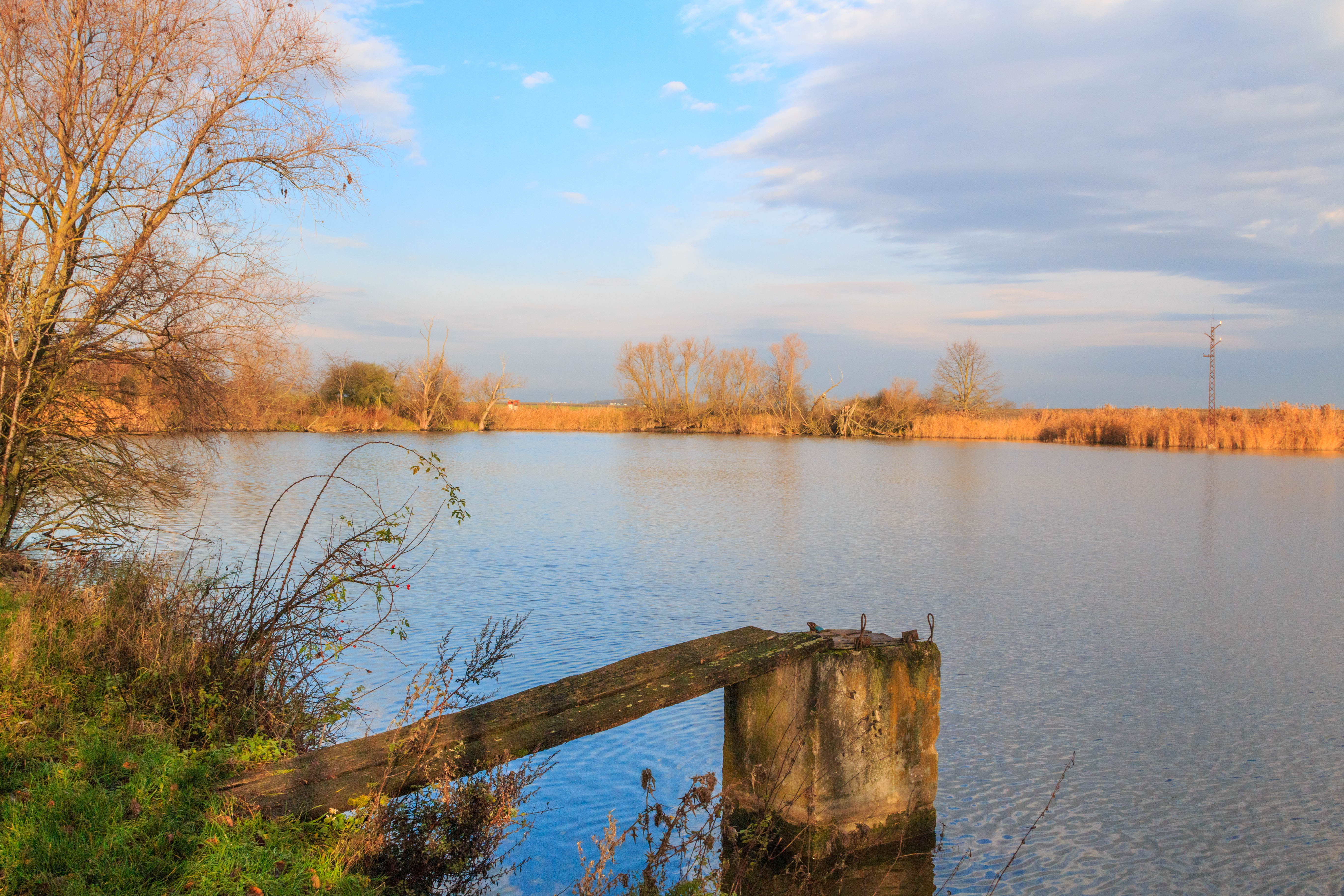
Rybník Záhumeník u Malých Výklek